# 同窓会 (ゲーム)
『同窓会』（どうそうかい）は、F&C FC01原作、そのアダルトゲームブランドのフェアリーテールによる18禁恋愛アドベンチャーゲームシリーズ及び、同ゲームを原作とした関連商品群である。
本作は大学生になった主人公達が中学校時代のテニス部の同窓会で集ったのを機会に、かつて抱いていた想いを再び交える青春群像を描いた物語である。好評を受けてシリーズ化され、家庭用ゲーム機への移植やOVA化（後述）もされた。
『同窓会 -Yesterday Once More- 』（フレンズ 〜青春の輝き〜）、『同窓会again』、『同窓会refrain』の3作がメイン作品で、シリーズ通して水谷とおるがキャラクターデザインを担当した。

## 同窓会 -Yesterday Once More-
1996年9月12日に発売されたシリーズ1作目。2000年10月6日には、システムプログラムの32bit化と女性キャラへの声優音声追加を施したリニューアル版『同窓会メモリアルパッケージ』が発売されている。『メモリアルパッケージ』には次作『同窓会again』の「体験デモDISK」も収録された。
家庭用ゲーム機への移植も行われ、タイトルを『フレンズ 〜青春の輝き〜』と変更、キャラクター設定も若干変更され、F&C FC01原作・NECインターチャネル・STACK製作で1999年4月29日にセガサターン版が7,200円で発売された。
その後2004年9月30日にPlayStation 2版がCEROレーティング「18才以上対象」で7,200円で発売された。2005年11月23日にはPS2廉価版が2,900円で発売されたが、パッケージやマニュアル表紙が通常版とは異なっており、CEROレーティングも「15才以上対象」に引き下げられている。なお、STACKは制作に関わっていない。

### ストーリー
中学生の時、初恋の小早川瑞穂に「好きだ」と言えなかった久保達也。大学生となったある日、中学生の頃に所属していた区立第三桜中学テニス部の同窓会の知らせが届く。今度こそあの時の想いを伝えようと同窓会の会場・星降里高原（ほしふるさとこうげん）へ向かう車の中で、ハンドルを握る親友・滝口洋介は「俺はこの同窓会で瑞穂に告白する」とつぶやく。

### システム
7月30日から8月5日の7日間に目当ての女性と親密になれるかを目指す事になるが、7日目はそれまでの結果からエンディングを迎えるだけなので、実質6日間という事になる。
基本的に決まったイベント以外ではマップ画面で行く場所を選択する事でキャラクターに出会い会話を進めていく。マップ画面には「星降里高原」とペンション「ブルーフォレスト」の2種があり、そこから場所や部屋を選択する。ただし、キャラクターによっては出現しやすい場所はあるものの、誰がいつ、どこにいるのかは全く分からない。『メモリアルパッケージ』や『フレンズ』ではこの点は改善されている。
イベント内では選択肢が登場し、その内容によってヒロインが主人公に対して抱く印象が左右される。その結果どれだけ目当てのキャラクターに会えても、印象が悪いと結ばれない。本作に登場するキャラクターは男女合計13人。プレイヤーの行動次第で人間関係は刻々と変化しており、知らぬ間に他の男女との仲が進展していることもある。このシステムによって様々な展開へと足を運ぶこともある。

### 登場人物
声優は、Windows版『同窓会メモリアルパッケージ』 / SS・PS2版『フレンズ 〜青春の輝き〜』 / アニメ『同窓会 Yesterday Once More』 （後述）の順。最初に発売されたWindows版『同窓会 -Yesterday Once More-』にはキャラクターの音声は収録されていない。
主人公
久保達也（くぼ たつや）
声：- / - / 松野太紀
19歳の大学生。中学時代、小早川瑞穂に恋心を抱いていたが、言えぬまま時を過ごす。性格は朴念仁で朝に弱い。Windows版『同窓会 -Yesterday Once More-』と『フレンズ 〜青春の輝き〜』では名前の変更が可能である。『メモリアルパッケージ』では不可。
ヒロイン
小早川瑞穂（こばやかわ みずほ）
声：藤咲かおり / 皆口裕子 / 寺田はるひ
メインヒロイン（1人目）。達也の中学時代の初恋の人。中学2年生の時に転入してテニス部に入部、中学ではマドンナ的存在であった。昔から身体が弱く、そのためかネガティブ思考になりがちである。みどりの親友であり、彼女の恋愛のことも心配している。なお、『フレンズ』では特に過去の設定が変更されている。9月23日生まれ。A型。身長163cm。体重48kg。スリーサイズB83/W56/H82。
若林鮎（わかばやし あゆ）
声：友永朱音 / 桑島法子 / 吉田小百合
メインヒロイン（2人目）。達也の近所に住む幼なじみで、商店街にある魚屋の娘。やや男勝りかつさっぱりした性格で、テニス部では同性に人気があった。達也とは兄妹のような付き合いだった。兄と姉がいる。口は悪いが運動神経に優れている。1月22日生まれ。O型。身長165cm。体重48kg。スリーサイズB83/W57/H83。
秋山みどり（あきやま みどり）
声：長崎みなみ / 吉田古奈美 / 高野直子
同窓会のメンバーで、瑞穂の親友。お喋りでゴシップ好き、スナック菓子好きでややぽっちゃりしている。洋介と3か月付き合っていて半年前に別れたが、またよりを戻したいと思っている。服装は少女趣味で料理が下手。9月3日生まれ。AB型・身長163cm・体重49.5kg。スリーサイズB92/W60/H89。
緒方静香（おがた しずか）
声：手塚美南子 / 松本梨香 / 岡本麻弥
同窓会のメンバーで、テニス部では鮎のライバル。中学3年生の時に両親の家庭内不和が原因で荒んでしまい、大会前にテニス部を離れ、中学卒業を迎え引っ越した。今回の同窓会に参加することとなったが、自分を欠いたテニス部が大会序盤で敗退した事がきっかけで、片想いである遠藤と折り合いが悪い。言葉遣いや性格は男勝りであり、料理上手。同窓会メンバーでは、唯一職に就いている。7月12日生まれのA型。身長168cm・体重50kg。スリーサイズB85/W58/H87。
狩野真琴（かのう まこと）
声：関和美 / 水谷優子 / 永野愛
同窓会のメンバー。テニス部員兼図書委員。地味で目立たない少女であったが、高校に入ってファッションモデルのアルバイトを始めてからは性格も明るく見違えるような美人になり、現在では雑誌の表紙を飾るほどの人気を誇っている。以前は美大志望だったため、美術に造詣がある。中学時代から達也のことが好きだったが、不二男から惚れられている。8月16日生まれのB型。身長167cm・体重45kg。スリーサイズB88/W56/H85。
佐伯夏奈子（さえき かなこ）
声：倖月美和 / 豊嶋真千子 / 川上とも子
竜助の高校時代の後輩。同窓会のメンバーではないが、敬愛する竜助を追いかけて今回の同窓会に付いて来た。同窓会の場所や乙女チックなペンションを手配した張本人。3月9日生まれのAB型。身長153cm・体重43kg。スリーサイズB78/W59/H80。
青木桃子（あおき ももこ）
声：里見はるか / 浅田葉子 / 伊藤美紀
達也達が泊まるペンション「ブルーフォレスト」の従業員で24歳。東京育ちで大学時代に5歳上の助教授と恋に落ちるが、結婚1か月前になって相手に突如アメリカの大学から招待の話が舞い込んだことで、婚約は破棄。失意の中、従兄妹がオーナーを務めるペンションで働くこととなり、現在に至る。11月11日生まれのA型。身長162cm・体重53kg。スリーサイズB90/W62/H90。
村田深雪（むらた みゆき）
声：原西希京 / 高橋美紀 / -
地元の少女で、家は土産物屋「かざぐるま」を営んでいる。制服を着ているが、高校は中退した。東京に強い憧れを抱いており、誰かが自分をこの田舎から連れ出してくれることを夢見ている。1月30日生まれのB型。身長160cm・体重49kg。スリーサイズB86/W61/H89。
男性キャラクター
滝口洋介（たきぐち ようすけ）
声： - / 置鮎龍太郎 / 山崎たくみ
達也の親友。女好きで、女性関係も豊富と自慢している。瑞穂に気があったが、一時期はみどりと付き合っていた。内心は瑞穂に惹かれつつも、みどりとの間で揺れ動いている。テニスの腕前は高く、ロックミュージシャンでもある。モデルは江口洋介。5月28日生まれのAB型。身長183cm・体重75kg。
白石竜助（しらいし りゅうすけ）
声： - / 堀内賢雄 / 古澤徹
中学のテニス部時代は部長で、今回の同窓会の幹事。単純な性格で体育会系気質であるが、部員に細やかな気配りが出来るため、人望も厚い。その一方で女心には疎く、夏奈子からの恋心にはまったく気付いていない。4月2日生まれのO型。身長185cm・体重80kg。
鞍掛不二男（くらかけ ふじお）
声： - / 山口勝平 / 保志総一朗
同窓会のメンバー。テニス部には中学3年の時に真琴のおっかけで入部しており、以後は彼女に尽くす日々。裕福な家の出であり、見た目も考え方も子供っぽく、お金で何でも解決できると考えており、真琴からは鬱陶しがられている。2月3日生まれのB型。身長163cm・体重56kg。
遠藤進（えんどう すすむ）
声： - / 堀川亮 / 加瀬康之
同窓会のメンバー。中学一の秀才で、東大に現役入学した。極度の運動音痴のため、文武両道をモットーとする両親の命令でテニス部に入る。「将来は大蔵官僚として国を動かす」と吹聴し頭の良さを鼻に掛けるため、洋介からはイジメに近いシゴキを受けていた。彼も瑞穂に気がある。10月17日生まれのA型。身長178cm・体重67kg。
PS2版追加キャラクター
箕輪奈月（みのわ なつき）
声： - / 白石涼子 / -
東京の女子大生で18歳。兄が星降里高原で喫茶店「七月堂」を始めたため、夏の書き入れ時の期間限定アルバイターとしてやってくる。普段はボーッとしているようで、実は人を見る目が鋭い。イベントも少なく、いわゆる「彼女候補」にはならないため、彼女専用のエンディングはない。3月1日生まれのAB型。身長156cm。スリーサイズB85/W57/H84。
箕輪浩平（みのわ こうへい）
声： - / 掛川裕彦 / -
星降里高原の喫茶店「七月堂（しちがつどう）」のオーナー。31歳。奈月の兄で達也並みの朴念仁。脱サラし東京から星降里高原で喫茶店を開店したが、客が入らず閑古鳥状態である。奇抜な「特製メニュー」を作る事に情熱を燃やす。4月19日生まれのB型。身長178cm・体重71kg。

### 移植の際の変更
- セガサターン版、PlayStation 2版共通
  - 作品タイトルの変更、家庭用ゲーム機向けの内容変更、イベントやCGの追加・変更。
  - 声優による全キャラクターへの音声追加、各ハードでの音楽のアレンジ、主題歌の採用。
  - 「話す」「見る」などカーソル選択の廃止。
  - 常時選択可能場所として「星降里遊歩道」と「スワンレイク」の追加、地図上にキャラクターの有無の視覚化、時間経過の導入。
  - 特定キャラクターの設定変更（ストーリーの本筋に変更はない）。
- セガサターン版のみ
  - CD-ROM2枚組になっており、disk1が本編、disk2には今まで見たCG集（美術館）、デジタル原画集（初回生産分のみ）、サウンドテスト（洋介の部屋）、インタクラクティブドラマ「青春のつぶやき」が収録されている。
  - disk1に鮎、disk2に鮎以外のメインキャラクター男女9人のCD再生時の警告メッセージが聞ける。
- PlayStation 2版のみ[5]
  - オリジナルのオープニングアニメの追加（制作は童夢が担当）
  - 移動システムの変更（クォータービューのマップ上を十字キーで主人公を動かして移動場所を決める。移動中は時間が経過する）。
  - 巻き戻し機能の追加。
  - 箕輪 奈月、箕輪 浩平の2名の追加キャラクター、およびそれに伴う移動場所の「七月堂」とCGの追加。
  - EXTRAモードにサターン版のdisk2の内容が収録されているが、デジタル原画集だけ収録されていない。

### 製作スタッフ
- プロデューサー：かなすぎはじめ
- ディレクター：中原ゆうき
- シナリオ：小嶌淳子
- 原画：水谷とおる
- CGディレクター・グラフィック：藤井純生
- 音楽：DOORS（現：DOORS MUSIC ENTERTAINMENT）

### 主題歌
- 同窓会メモリアルパッケージ版ED曲「夕暮れのイエスタデイ」
  - 作詞：かなすぎはじめ / 作曲：畠義人 / 編曲：doors / 歌：くにたけみゆき
  - タイトル画面他BGM「同窓会のテーマ」に後から歌詞・歌を付けた物。
- セガサターン版ED曲1「思い出は胸にそっと…」
  - 作詞・作曲：REICO / 編曲：畠義人 / 歌：くにたけみゆき
- セガサターン版ED曲2「Never 〜あの日を忘れない〜 」
  - 作詞：田島浩二 / 作曲・編曲：広瀬充寿 / 歌：桑島法子
- PlayStation 2版OP・ED曲「Never 〜あの日を忘れない…」
  - 作詞：田島浩二 / 作曲・編曲：広瀬充寿 / 歌：桑島法子

### 関連商品
- CD
  - 「思い出は胸にそっと…」（「夕暮れのイエスタデイ」のアレンジ版も収録されている）
  - 「フレンズ 〜青春の輝き〜」オリジナル・サウンドトラック
  - 「フレンズ 〜青春の輝き〜」アコースティック・アレンジバージョン
  - 「フレンズ 〜青春の輝き〜」ヴォーカルコレクション
  - 「フレンズ 〜青春の輝き〜」ドラマCD1
  - 「フレンズ 〜青春の輝き〜」ドラマCD2
  - 皆口裕子のDear My Friends〜しゃべらせてみせましょう〜
  - 皆口裕子のDear My Friends〜しゃべってもらっちゃいました〜
  - 「フレンズ 〜青春の輝き〜」バラエティBOX（上記のドラマCD2枚と皆口裕子のCD2枚の特製BOX仕様の復刻限定版）
  - 「My Best Heroines」（F&C関連作品の主題歌集。「夕暮れのイエスタデイ」のアレンジ版と「思い出は胸にそっと…」が収録されている）
- 書籍
  - 小説「フレンズ 〜青春の輝き〜」著：友谷蒼 発行：角川書店
  - 画集「フレンズ‐青春の輝き アートワークス」発行：ソフトバンククリエイティブ（原画や水谷とおるのコメントを収録）
  - 攻略本「フレンズ 青春の輝き 公式ガイドブック」 発行：アスペクト
- トレーディングカード
  - 「フレンズ 〜青春の輝き〜」 発売：ムービック

## 同窓会ArtCollection
1997年12月26日にCD2枚組で発売された。正式名称は『同窓会ArtCollection with ミニドラマCD』。
『同窓会 -Yesterday Once More-』の電子画集、原画集・システムアクセサリー集・BGMアレンジ集・ドラマCDのセットである。

### スタッフ・声優
- ディレクター・ドラマCD脚本：小嶌淳子
- 原画イラスト・ドラマCD原作：水谷とおる
- ドラマCDの声優
  - 秋山みどり：よしきくりん
  - 小早川瑞穂：鈴木裕子
  - 久保達也：岩田光央
  - 滝口洋介：三崎光大
  - ナレーション：鈴木梨乃（現・りの）

### 収録歌
- 「夕暮れのイエスタデイ（winter.club.mix.version）」
  - 作詞：かなすぎはじめ / 作曲：畠義人 / 編曲：doors / 歌：hisae
- 「夏の日の出来事」
  - 作詞：Reiko / 作曲：REIKO / 編曲：doors / 歌：NORiKO

## 同窓会again
2001年1月26日にF&C FC01より8,800円で発売されたシリーズ2作目。初回版には「瑞穂と鮎のぬくもりマフラー」がついた。
なお、次作『refrain』は『again』と同じ時系列の作品なので一部あわせて記述する。
前作で誰とも仲が深まらずに終わったエンディングの続きである。一部キャラクターに設定の変更もある。登場ヒロインは、瑞穂、鮎、みどり、静香、真琴、夏奈子の前作から桃子と深雪を除いた6名である。声優は『メモリアルパッケージ』から引き継がれており、初登場の橘 みちるを含めた女性ヒロインのみ音声がある。
移動マップは廃止され、選択肢のみでストーリーが展開するが、好感度が設定してあり選択次第ではグッドエンディングを迎えられない。前作の舞台が真夏の高原だったのに対し、年末から正月、スキーなどのイベントを経てから成人式を迎えるまでの1月14日までの冬の日常が舞台になっている。

### ストーリー（again）
1年前の真夏の同窓会から月日は流れ、師走のある日久保 達也のもとに、大晦日の晩に開催される「忘年パーティー」兼「同窓会」の招待状が送られてくる。パーティーをきっかけに再び同窓生達の交流が始まる。

### 登場人物（again）
前作から引き続き登場する人物
生年月日や各種データは前作と全く同じ。
主人公
久保達也
声：なし
20歳の私立大学生。区立第三桜中学のテニス部出身。極度のお人好し、かつ朴念仁でもあり、能天気な一面もある。また、他人の問題にむやみに首を突っ込んでは、しばしば後先考えずに行動して事態を悪化させてしまう悪癖があるうえ、その解決もほとんど他人の自主的な協力や好意に依存しており、独力で解決する例は皆無に等しい。
良くも悪くも無欲で主体性に欠け、テニス以外にはこれといった趣味も持たず、自堕落な生活を送っている。前作同様非常に朝に弱く、幼なじみの鮎に起こされることが日課となっている。他人の世話になりっぱなしのわりには他者に対する敬意が足りず、恩師を含めた目上の相手に対してさえ臆面もなく説教するなど無自覚な上から目線の言動が目立つ。照れ隠しに頬・うなじ・こめかみ・鼻の頭などを掻く子供っぽい癖を頻繁に見せる。不二男の評価は「際立った特徴もなく地味」だが、不思議と友人には非常に恵まれている。
前作から比較するとやや口調が異なり、格下に見た相手には「ふふっ！」と薄気味笑い含み笑いを連発する。「彼女を作る」という目的も無いため、瑞穂に執着することもなく友人の一人として接している。今作以降、名前の変更が不可能になった。母親の名前は久保 美春で、『refrain』で声のみ登場する。なお、ゲーム中では『refrain』のアナザーストーリーでのみ立ち絵が見られ、物陰に隠れてもはみ出して気づかれてしまうほど豪快に撥ね上がった前髪が特徴的。
ヒロイン
若林鮎
声：友永朱音
シリーズ通してのメインヒロインの1人。私立大学2年生。魚屋「魚辰」の看板娘で、達也とは幼馴染。前作で言及されていた兄や姉の存在はオミットされており、性格もボーイッシュな印象から服装や口調が女性らしくなった。幼い頃から達也に好意は持っているが、一緒にいることが当たり前だったため二人とも幼なじみという現状からは進展していない。そんな二人の前に鮎の従兄である守が、鮎とのお見合いにやって来る。『refrain』では、お見合い話にさらに橘 みちるも絡んで関係は複雑化する。
小早川瑞穂
声：藤咲かおり
シリーズ通してのメインヒロインの1人。私立女子大2年生で、達也には密かな想いを感じている。前年に両親が離婚し、最近一人暮らしを始めた。昔から身体が弱く、それを理由に周りから特別扱いされることを嫌い、親友のみどりや周りからの心配をよそに、無理に元気に振舞っている。料理やピアノが得意。瑞穂の母方の実家がスキー場のペンションを経営しており、今回のスキー旅行ではそのペンションを利用することになる。『refrain』ではアルバイトの面接から橘 みちると交友を持つようになり、鮎のお見合い事件では陰ながら達也を支えていく。
秋山みどり
声：長崎みなみ
私立女子大2年生で、親友の瑞穂と同じ大学に通っている。
誰よりも瑞穂のことを気にかけるが、同時にコンプレックスも感じている。前作から洋介との関係は改善しているものの、本格的に付き合っているようではなく関係は微妙なままである。『refrain』では、洋介との関係がやや深くなっている。
とにかくおしゃべりで、食べることが好きであり、ケーキ目的にケーキ屋でバイトをしている。
緒方静香
声：手塚美南子
化粧品メーカー「デオール」のビューティアドバイザーで、街のデパートで働いている。中学の頃に父親の会社が倒産し、静香も家庭のために早朝から新聞配達をしていた苦労人。そんな弱みは一切見せず、男っぽい性格や口調から誤解を受けやすいが、内面は家庭的で思いやりも強い。弟の健太の帰りが最近遅く、何をやっているのか心配している。前作からの遠藤との関係も改善し、良い友人関係を築いている。バイクが趣味。『refrain』では健太の問題が大きくなり、智子先生と何度も相談をしている。
狩野真琴
声：関和美
有名私立大英文学科2年生でモデルのアルバイトをしている。中学時代は達也と同じテニス部員ではあったが図書委員でもあったため、ほとんどテニス活動はしておらず、いつも図書室から初恋の達也を眺めていた。運動は得意ではなく、カナヅチで泳げない。相変わらず不二男に付きまとわれ、表面上は迷惑顔をしているが、心情は定かではない。静香とお互い夢を共有しており、真琴が一流雑誌の表紙を飾るモデルを目指し、静香がそのモデルのメイクを担当するというもの。『refrain』では鞍掛家のメイドの桜井 双葉と仲が良く、それぞれ「双ぴょん」「マコマコさん」と妙なあだ名で呼び合う仲である。
佐伯夏奈子
声：倖月美和
私立大学1年生でスポーツショップでアルバイトをしている。竜助の後輩で、前作の同窓会を機に付き合いだした。誰もが羨む関係であったが、最近竜助が上の空になったため元気がなく沈んでいた。前作から鮎との仲が良く、「鮎ちゃん先輩」と妙な呼び方をしている。『refrain』では竜助との問題が大きくならず、さらに良好な関係を続けている。
男性キャラクター
声優は『refrain』のもの。『again』では声なし。
滝口洋介
声：一ノ渡宏昭
私立大学2年生。達也のテニス部時代からの親友で、インディーズバンド「XAX（イグザクス）」のボーカル。みどりとかつて付き合っていたが、今では仲の良いケンカ友達に収まっている。瑞穂に惹かれてはいるが、前作ほどちょっかいをかけることもなく、一友人として付き合っている。不二男の評価は「キザ男」。
白石竜助
声：遠藤真
私立大学2年生。「食う、寝る、スポーツ」好きの熱血純情体育会系男子。実家は酒屋。夏奈子とは親しいが、テニスのプロ選手になると彼女と離れ離れになってしまうため、プロになるべきか一人悩む。不二男の評価は「マッチョマン」。
遠藤進
声：平本昌央
超有名国立大学2年生。頭脳明晰だが、神経質な上に自信過剰で思いやりに欠ける面がある。前作では静香のほうが遠藤を気にかけていたのに対し、今作以降は遠藤のほうが静香にアタックする描写になっている。洋介とは衝突こそあれど、瑞穂の件では対立することは無くなった。『refrain』では葦月留美の家庭教師をしている。不二男の評価は「ガリ勉」。
鞍掛不二男
声：岩瀬彰良
私立大学2年生。鞍掛財閥の御曹司。ワガママな性格で傍若無人。しかし中学の頃から真琴に一途で、どんなに嫌がれても貶されても、それは現在も変わらない。『refrain』では基本的にメイドの双葉を連れて行動している。自己評価は「ハンサム」。
今作で初登場するキャラクター
男性キャラクターのみ『refrain』の声優。『again』では音声なし。
橘みちる（たちばな みちる）
声：桜井みき
達也の大学のサークル仲間で、ファーストフード店でアルバイトをしている。マイペースだがポジティブでもある。また、「XAX」のファンで追っかけまでやっている。神戸出身で実家はお金持ち。『again』では脇役で、『refrain』でメインヒロインになる。『refrain』では瑞穂がアルバイトの面接を受けることで知り合い、鮎とも友人となり仲良くなる。幼い頃は、いわゆる「箱入り娘」として育てられたため身体が弱く、それが元で内池 守の田舎に預けられる。守とは従兄妹同士で、守を兄と慕い好意を抱いている。だが、守がお見合いをすると聞いて居ても立ってもいられなくなり、ある計画を立てる。1月10日生まれのB型。身長165cm・体重49kg。スリーサイズB82/W58/H84 。
緒方健太（おがた けんた）
声：吉川智春
中学2年生の静香の弟。主人公達が通った母校・桜三中の生徒で、サッカー部に所属している。ややひねくれた言葉遣いをするが根は優しく、生活のため働いている姉に対し迷惑をかけていると感じている。だが、その想いから出た行動が逆に静香に心配されてしまい、お互いにギクシャクしてしまう。10月1日生まれのO型。身長165cm・体重57kg。
若林太助（わかばやし たすけ）
声：高岡政人
鮎の父親で鮮魚店「魚辰」の店主。喜怒哀楽が激しく情に篤い。鮎と喧嘩が絶えないが、男手で育てた娘の将来を人一倍心配している。『refrain』では魚辰は、鞍掛家の御用達の店になっている。なお、鮎の家は前作では「商店街にある近所の魚屋」の設定だったが、今作では商店街のような描写は無くなり、家も達也の家の隣に変更されている。
内池守（うちいけ まもる）
声：ほくと誓一
病理学専攻で大学で助手として働いており、近々アメリカの大学への3年間の留学が決まっている。鮎の父方の従兄であり、みちるの母方の従兄でもある。守の父がみちるの父の弟であり、母が鮎の父の妹である。だが両親とも、守が大学に入学する9年ほど前に交通事故で亡くなっている。守の田舎で達也と鮎が幼い頃に一緒に遊んでおり、その後すぐにみちると出会う。『refrain』の槇村智子の元・恋人である。『again』では婚約者がいると言っているが、相手は定かではない。1月30日生まれのA型。身長185cm・体重78kg。
執事
声：ほくと誓一
鞍掛家に若い頃から勤める執事。

### 主題歌（again）
- オープニング主題歌「just in love」
  - 作詞・作曲：吉田文 / 編曲：畠義人 / 歌：Mayumi
- エンディング主題歌「ともだち」
  - 作詞・作曲：吉田文 / 編曲：畠義人 / 歌：Mayumi

### iPhone/iPod Touch 版
PC版からの移植にあたり、内容が変更されている。キャスト表示も出るが、音声は収録されていない。
- 2010年1月4日に『同窓会again 若林鮎』配信。450円。
- 2010年1月15日に『同窓会again 小早川瑞穂』配信。450円。

### 関連商品（again）
- CD
  - 「『同窓会again』DOUSOUKAI AGAIN- PICTURE MAXI CD」 販売：DOORS MUSIC ENTERTAINMENT
  - 「同窓会 again & refrain〜サウンドトラック」 販売：DOORS MUSIC ENTERTAINMENT
- 書籍
  - 「同窓会again」（ファミ通文庫） 著作：山下定、イラスト：西又葵、発行：エンターブレイン
  - 「同窓会againビジュアルファンブック」 発行：エンターブレイン
  - 「同窓会againビジュアル・コミック・アンソロジー」 発行：エンターブレイン

### 反響
『同窓会again』（again）は、PC NEWS2月25日号（第68号）に掲載された全国美少女ソフト売り上げランキング TOP50（ 1/15～1/28集計）に、初登場で1位にランクインした。
また、美少女ゲーム雑誌BugBugの「2001年読者が選ぶ美少女ゲーム年間ランキング」の総合部門の36位にランクインした。

## 同窓会refrain
2001年8月24日にF&C FC01より発売されたシリーズ3作目で、タイトル表記に『Dousoukai again another story』とあるように、『同窓会again』の作中と同時期に起こった出来事が描かれている。
初回版にはストラップが付いた。前作で登場した橘みちるに加え他に4人のヒロインが追加された。
橘みちるのシナリオをメインに、新キャラクターの智子、留美、双葉、若葉と、前作までのキャラクターでは鮎と瑞穂のみエンディングが用意されている。好感度は廃止され選択肢のみで展開するが、フラグ関係が厳しくなっている。『again』と比べ元旦から1月13日までが期間となり1日短くなっている。今回から男性陣やサブキャラクターにも音声が付いた。
クリア後には、重要な選択肢を教えてくれる機能、一度選んだ事がある選択肢を教えてくれる機能、タイピングゲームなどクリアする毎に特典として選択できる。また「APPEND STORY」と称したアナザーストーリーも追加され、洋介や竜助など主人公以外の男性キャラクターの恋愛模様や新キャラクターへのインタビュー形式の質問などのオマケストーリーが遊べる。

### あらすじ（refrain）
不二男と真琴による忘年会が終わり、鮎の提案により一行は洋介のインディーズバンド「XAX」のカウントダウンライブへ行くことになった。
そのころ、静香の弟・健太ははサッカー部の一部部員にレギュラーの座を妬まれ、因縁をつけられた上級生にあえて殴らせて事態を収拾させるつもりだったが、仲裁に入ってきた風紀委員の葦月留美が暴力を受けそうになったために、健太は反撃に出てしまう。また、健太から口止めされたため、留美は先生にも相談できず悩む。

### 登場人物（refrain）
前作から引き続き登場するキャラクター
| - 久保 達也（主人公） - 若林 鮎 - 緒方 静香 - 佐伯夏奈子 - 滝口 洋介 - 鞍掛 不二男 - 橘 みちる - 緒方 健太 - 執事 | - 小早川 瑞穂 - 秋山みどり - 狩野真琴 - 白石 竜助 - 遠藤 進 - 緒方 健太 - 若林 太助 - 内池 守 |

今作で初登場するヒロイン
槇村智子（まきむら ともこ）
声：鳥居花音
達也が中学2年の時に赴任してきた英語教師で、達也と静香の担任だった。今は静香の弟の健太や葦月 留美を教えている。物事を積み上げながら考えていく、柔軟性のある美女。昔とは違う「今時」の子供に手を焼いたり、同僚の教師にストーカー紛いの行為を受けたりと悩みが尽きない。大学時代に大学病院に勤める「医師の卵」と一生に一度の恋をしているが、お互いの将来を考えた末に別れている。その事は正しい選択をしたはずと信じているが、うまくいかない日々に段々と未来に対し希望が持てなくなり憂いている。12月14日生まれのA型。27歳。身長161cm・体重48kg。スリーサイズB84/W60/H87。
葦月留美（よしづき るみ）
声：山本真緒
緒形健太の同級生で、風紀委員会に所属している。遠藤 進に家庭教師をしてもらっているが元々成績優秀のため、あまり必要が無かったりもする。健太に恋心を抱いているが、本人自身がそれに気付いていない。10月9日生まれのA型。14歳。身長153cm・体重40kg。スリーサイズB73/W57/H80。
桜井 双葉（さくらい ふたば）
声：桜川美紅
不二男の豪邸に住み込みで働くメイド。達也たちと同じ桜三中の卒業生で、真琴と仲が良い。温厚で非常にのんびり屋のため、行動がいつもワンテンポ遅れ周りについていけず失敗することも多い。中学3年にあがる頃に離れ離れになった妹の事で落ち込む日々を、学校の屋上から偶然目に入った顔も分からないテニス部員の姿に元気づけられ惹かれていった。なお、鞍掛家に働くものは全て鞍掛家にゆかりのある者とされている。3月3日生まれのAB型。22歳。身長159cm・体重48kg。スリーサイズB80/W55/H80。
桜井若葉（さくらい わかば）
声：桜川美紅
桜井双葉の双子の妹だが、養子に出されたため戸籍上では既に姉妹では無くなっている。合気道の使い手で握力も強く、ダーツなど射撃も得意。評判の良い看護師だが、常に双葉を心配し双葉に近付く不本意な男には容赦しない。好き嫌いがはっきりしており、達也に対してもかなり粗暴で品の無い言葉も使ってくる。実は若葉が7歳の頃、達也（5歳）と鮎ら子供たちと一緒に遊んでいた。もともと双葉と合わせて1キャラクター扱いのため、キャラクター紹介などにも登場しない。3月3日生まれのAB型。22歳。身長159cm・体重48kg。スリーサイズB80/W55/H80（双葉と全く同じ）。

### 主題歌（refrain）
- オープニング主題歌「just in love -refrain mix-」
  - 作詞・作曲：吉田文 / 編曲：畠義人 / 歌：Mayumi
- エンディング主題歌「ともだち -refrain mix-」
  - 作詞・作曲：吉田文 / 編曲：畠義人 / 歌：Mayumi

### 反響（refrain）
美少女ゲーム雑誌BugBugの「2001年読者が選ぶ美少女ゲーム年間ランキング」の総合部門の50位にランクインした。

## 同窓会again&refrain
2003年3月28日にF&C FC01から、「F&C DVD COLLECTION vol.1」として5,000円で発売された。
『同窓会again』と『同窓会refrain』をそれぞれ収録したもので、メディアがCD-ROMからDVD-ROM1枚に変更された。テレホンカードが同梱されている。

## 同窓会2 again & refrain
2002年6月27日にインターチャネルよりドリームキャストで発売。『同窓会again』と『同窓会refrain』を統合したもの。2004年3月11日にドリコレで廉価版が発売された。
同じ時系列の作品の2作セットになっているが、序盤での一定条件を除けば、最初の選択肢でagainルートとrefrainルートにほぼ完全分岐する形になっている。そのため、ストーリーが2作合作し全面で混在しているわけではない。
家庭用版の前作『フレンズ』と違い、声優はPC版の音声をそのまま使用しているためメインの女性キャラクター以外に音声はあてられていない。これはPC版では男性キャラクターにも音声が付けられたrefrain版のルートでも同じで、音声はメイン女性キャラクターのみである。ただし、一部全員の掛け声などで男性キャラクターの声が聴ける場合がある。
主題歌はOPはagain版、EDはrefrain版の曲になっている。again、refrainどちらのキャラクターをクリアしてもrefrain版のED曲になる。refrain版のOP曲はゲーム中は使われていないが、サウンドテストではなぜかrefrain版のOPとEDのフルバージョンが聴けて、again版のOPのフルバージョンは収録されていない。
『refrain』のクリア特典だった選択肢のヒント機能などの特典は存在せず、アナザーストーリーの一部も収録されていない。

### 主題歌（2 again & refrain）
- オープニング主題歌「just in love」
  - 作詞・作曲：吉田文 / 編曲：畠義人 / 歌：Mayumi
- エンディング主題歌「ともだち -refrain mix-」
  - 作詞・作曲：吉田文 / 編曲：畠義人 / 歌：Mayumi

### 関連商品（2 again & refrain）
- 書籍
  - 「同窓会2 again&refrain 公式コンプリートガイド」 発行：ソフトバンククリエイティブ

## アニメーション
『同窓会 -Yesterday Once More-』と『同窓会again』それぞれを原作とする2シリーズが製作された。

### 同窓会 Yesterday Once More（アニメ）
1997年から1998年にかけてピンクパイナップルより全4巻で発売。R指定（15禁）。デイジーの花を物語のキーとした、トレンディドラマのような恋愛ものを目指した。
1. 再会は恋の始まり（1997年12月19日）
2. 二人だけの花火（1998年3月27日）
3. うつりゆく想い（6月26日）
4. いつわりの告白（9月25日）

今後の展開によっては第6話までのプロットが完成していたが、第4話をもって完結した。
担当声優のうち、瑞穂役の寺田はるひ、鮎役の吉田小百合、真琴役の永野愛の3人は新人オーディションによって決定した。
スタッフ
- 監督 - ふくもとかん
- 脚本 - 高橋美幸
- キャラクター原案 - 水谷とおる
- キャラクターデザイン・作画監督 - 高木信一郎
- 美術監督 - 常盤庄司
- スーパーバイザー - Dr.POCHI
- 制作 - アームス

主題歌
エンディングテーマ「Futari」
作詞 - 松浦由希 / 作曲・編曲 - 松浦晃久 / 歌 - 吉田小百合（若林鮎 役）

### 同窓会again（アニメ）
2002年にれもんは〜とより全2巻で発売。成人指定（18禁）。以下2話は独立した構成となっている。
1. 小早川瑞穂編
2. 若林鮎編

スタッフ
- 企画 - 天地悠大
- キャラクター原案 - 水谷とおる
- 監督 - ふくもとかん
- 脚本 - 立花ユウ
- 演出 - 安南信
- 作画監督 - 段雄一
- 美術監督 - 朴明植
- 色彩設計 - 速水圭
- 撮影監督 - 森口洋輔
- 音響監督 - 響楽士
- 音楽 - Yoshito Hata
- スーパーバイザー - Dr.POCHI
- プロデューサー - 越中おさむ
- 制作 - アームス